# 日本建築大賞
日本建築大賞（にほんけんちくたいしょう）は、公益社団法人日本建築家協会が日本国内における各年度の特に優秀な建築作品に授与する賞である。

## 概要
日本国内における各年度の優秀な建築作品を優秀建築選として選定し、さらにそのうちで特に建築文化の向上に寄与し、芸術・技術の両面で総合的な価値を発揮した建築に対してJIA日本建築大賞及びJIA優秀建築賞が授与される。選定は、公募した作品の中から、建築家を中心とする審査委員会によって行われる。

## 歴代受賞作品・受賞者
| 受賞年度 | 賞               | 作品名                                                                 | 受賞者                                            |
| -------- | ---------------- | ---------------------------------------------------------------------- | ------------------------------------------------- |
| 2023年   | JIA日本建築大賞  | ５２間の縁側                                                           | 山﨑健太郎                                        |
| 2023年   | JIA優秀建築賞    | 後藤邸                                                                 | 後藤武 後藤千恵                                   |
| 2023年   | JIA優秀建築賞    | 高槻城公園芸術文化劇場                                                 | 江副敏史 多喜茂 高畑貴良志 差尾孝裕               |
| 2023年   | JIA優秀建築賞    | 春日台センター                                                         | 金野千恵                                          |
| 2022年   | JIA日本建築大賞  | 八戸市美術館                                                           | 浅子佳英 西澤徹夫 森純平                          |
| 2022年   | JIA日本建築大賞  | 大阪中之島美術館                                                       | 遠藤克彦                                          |
| 2022年   | JIA優秀建築賞    | 全薬工業株式会社 研究開発センター                                      | 頭井秀和                                          |
| 2022年   | JIA優秀建築賞    | Entô                                                                   | 原田真宏 原田麻魚                                 |
| 2021年   | JIA日本建築大賞  | 長野県立美術館                                                         | 宮崎浩                                            |
| 2021年   | JIA優秀建築賞    | 熊本城特別見学通路                                                     | 塚川譲 堀駿                                       |
| 2021年   | JIA優秀建築賞    | 新富士のホスピス                                                       | 山﨑健太郎                                        |
| 2020年   | JIA日本建築大賞  | 京都市美術館（通称：京都市京セラ美術館）                               | 青木淳 西澤徹夫 森本貞一 久保岳                   |
| 2020年   | JIA優秀建築賞    | 福田美術館                                                             | 安田幸一                                          |
| 2020年   | JIA優秀建築賞    | 松山大学 文京キャンパス myu terrace                                    | 勝山太郎                                          |
| 2019年   | JIA日本建築大賞  | 古澤邸                                                                 | 古澤大輔                                          |
| 2019年   | JIA優秀建築賞    | 新潟の集合住宅Ⅲ/ザ・パーク一番堀                                       | 細海拓也 江尻憲泰                                 |
| 2019年   | JIA優秀建築賞    | コート・ハウス                                                         | 松岡聡 田村裕希                                   |
| 2019年   | JIA優秀建築賞    | 須賀川市民交流センター tette                                           | 佐藤維 十河一樹 畝森泰行                          |
| 2018年   | JIA日本建築大賞  | 「NICCA INNOVATION CENTER」                                            | 小堀哲夫                                          |
| 2018年   | JIA優秀建築賞    | 「工場に家」                                                           | 浅井裕雄 吉田澄代                                 |
| 2017年   | JIA日本建築大賞  | 道の駅ましこ                                                           | 原田麻魚 原田真宏                                 |
| 2017年   | JIA優秀建築賞    | 太子町新庁舎「太子の環」                                               | 坂本昭                                            |
| 2017年   | JIA優秀建築賞    | コープ共済プラザ                                                       | 羽鳥達也                                          |
| 2016年   | JIA日本建築大賞  | ROKI Global Innovation Center -ROGIC -                                 | 小堀哲夫                                          |
| 2016年   | JIA優秀建築賞    | 熊本県立熊本かがやきの森支援学校                                       | 川島克也 近藤彰宏 中島究 髙木研作 河野豊          |
| 2015年   | JIA日本建築大賞  | 大分県立美術館                                                         | 坂茂 平賀信孝 菅井啓太                            |
| 2015年   | JIA優秀建築賞    | 空の森クリニック                                                       | 手塚貴晴 手塚由比                                 |
| 2015年   | JIA優秀建築賞    | 樹林の家                                                               | 本多友常                                          |
| 2014年   | JIA日本建築大賞  | 山鹿市立山鹿小学校                                                     | 工藤和美 堀場弘                                   |
| 2014年   | JIA優秀建築賞    | 狭山の森礼拝堂                                                         | 中村拓志                                          |
| 2014年   | JIA優秀建築賞    | 高志の国文学館                                                         | 伊藤恭行                                          |
| 2014年   | JIA優秀建築賞    | Omotesando Keyaki bldg.                                                | 團紀彦                                            |
| 2014年   | JIA優秀建築賞    | 資生堂銀座ビル                                                         | 濱野裕司 美島康人                                 |
| 2013年   | 日本建築大賞     | 実践学園中学・高等学校 自由学習館                                      | 古谷誠章 八木佐千子                               |
| 2013年   | 日本建築家協会賞 | 宇土市立宇土小学校                                                     | 小嶋一浩 赤松佳珠子 新谷眞人                      |
| 2013年   | 日本建築家協会賞 | バウンダリー・ハウス                                                   | 山下保博                                          |
| 2013年   | 日本建築家協会賞 | 東京駅丸の内駅舎保存・復原                                             | 鎌田雅己 前田厚雄 田原幸夫                        |
| 2013年   | 日本建築家協会賞 | 東京スカイツリー、東京スカイツリータウン                               | 亀井忠夫 慶伊道夫 吉野繁 土屋中 小西厚夫 土屋哲夫 |
| 2012年   | 日本建築大賞     | 竹の会所                                                               | 陶器浩一                                          |
| 2012年   | 日本建築家協会賞 | 由利本荘市文化交流館 カダーレ                                          | 新居千秋                                          |
| 2012年   | 日本建築家協会賞 | 金沢海みらい図書館                                                     | 堀場弘 工藤和美                                   |
| 2012年   | 日本建築家協会賞 | 真壁伝承館                                                             | 渡辺真理 木下庸子 新谷眞人                        |
| 2011年   | 日本建築大賞     | ホキ美術館                                                             | 山梨知彦 中本太郎 鈴木隆 矢野雅規 向野聡彦        |
| 2011年   | 日本建築家協会賞 | 福良港津波防災ステーション                                             | 遠藤秀平 陶器浩一                                 |
| 2011年   | 日本建築家協会賞 | 杉浦邸/多面体 岐阜ひるがの                                             | 横河健                                            |
| 2011年   | 日本建築家協会賞 | 豊島美術館                                                             | 西沢立衛                                          |
| 2010年   | 日本建築大賞     | 犬島アートプロジェクト「精錬所」                                       | 三分一博志                                        |
| 2010年   | 日本建築家協会賞 | 長岡市子育ての駅千秋「てくてく」＋千秋が原南公園＋信濃川桜づつみ遊歩道 | 山下秀之                                          |
| 2010年   | 日本建築家協会賞 | 広島市民球場                                                           | 仙田満 奥田實 佐藤尚巳 金箱温春                   |
| 2010年   | 日本建築家協会賞 | 木材会館                                                               | 山梨知彦 勝矢武之                                 |
| 2009年   | 日本建築大賞     | 大船渡市民文化会館・市立図書館 リアスホール                            | 新居千秋                                          |
| 2009年   | 日本建築家協会賞 | 洗足の連結住棟                                                         | 北山恒                                            |
| 2009年   | 日本建築家協会賞 | 横須賀美術館                                                           | 山本理顕                                          |
| 2009年   | 日本建築家協会賞 | 国際教養大学図書館棟                                                   | 仙田満 茂木聡                                     |
| 2008年   | 日本建築大賞     | 中村キース・ヘリング美術館                                             | 北川原温                                          |
| 2008年   | 日本建築家協会賞 | Dancing trees, Singing birds                                           | 中村拓志                                          |
| 2008年   | 日本建築家協会賞 | 沖縄県立博物館・美術館                                                 | 能勢修治 播繁                                     |
| 2008年   | 日本建築家協会賞 | ふじようちえん                                                         | 手塚貴晴 手塚由比                                 |
| 2007年   | 日本建築大賞     | 情緒障害児短期治療施設                                                 | 藤本壮介                                          |
| 2007年   | 日本建築家協会賞 | 日本盲導犬総合センター                                                 | 千葉学                                            |
| 2007年   | 日本建築家協会賞 | クローバーハウス                                                       | 宮本佳明                                          |
| 2007年   | 日本建築家協会賞 | ぐんま国際アカデミー                                                   | 宇野享 小嶋一浩 赤松佳珠子                        |
| 2006年   | 日本建築大賞     | 京都迎賓館                                                             | 中村光男 佐藤義信                                 |
| 2006年   | 日本建築家協会賞 | 長崎県美術館                                                           | 千鳥義典 古賀大 隈研吾                            |
| 2006年   | 日本建築家協会賞 | 富弘美術館                                                             | ヨコミゾマコト                                    |
| 2006年   | 日本建築家協会賞 | 茅野市民館                                                             | 古谷誠章                                          |
| 2005年   | 日本建築大賞     | 梅林の家                                                               | 妹島和世                                          |
| 2005年   | 日本建築家協会賞 | 公立刈田綜合病院                                                       | 芦原太郎 北山恒 堀池秀人                          |
| 2005年   | 日本建築家協会賞 | 泉ガーデン                                                             | 櫻井潔                                            |
| 2005年   | 日本建築家協会賞 | 国立国会図書館関西館                                                   | 陶器二三雄                                        |